# Marcelo Rivas Mateos
Marcelo Rivas Mateos (Serradilla, 16 de enero de 1875-Madrid, 26 de enero de 1931) fue un farmacéutico, botánico, geobotánico, zoólogo y profesor español.

## Biografía
Nacido en la localidad cacereña de Serradilla, fue el mayor de cuatro hijos de José Rivas, farmacéutico de dicha localidad, y de Elisa Mateos Barona. Obtuvo su bachillerato en el "Instituto de la capital de la provincia; y en la Universidad de Madrid hizo los estudios superiores, licenciándose en Farmacia en 1895.
Precozmente gustó de la botánica; y en 1896 se incorpora a la Real Sociedad Española de Historia Natural publicando en su revista unas “Notas sobre la flora española”. Se orientó hacia la geobotánica de su región natal; defendiendo en 1896 su tesis doctoral “Estudios preliminares para la flora de Cáceres”, con abundantes citas, como 2326 especies, muchas de ellas halladas por primera vez en su provincia extremeña.
Para 1898, por oposición logra la "Cátedra de Mineralogía y Zoología aplicadas a la Farmacia", en la Universidad de Santiago, y en 1900 pasa a la Universidad de Barcelona, donde fue decano de la Facultad en 1903. En 1904, se traslada a la cátedra homónima de la Universidad Central de Madrid.
En 1910 fue elegido diputado a Cortes por el distrito cacereño de Coria, escaño que ocupó hasta 1923.
En 1921 fue catedrático de Botánica Descriptiva en la universidad madrileña, sustituyendo al que fuera su maestro Blas Lázaro e Ibiza (1858-1921).
Falleció el 26 de enero de 1931 en Madrid, siendo enterrado en su pueblo natal, Serradilla.

## Obras
- 1923. La reproducción sexual en los hongos: conferencia. Ed. Torrent y Cía. 23 pp.

### Libros
- 1932. Flora de la provincia de Cáceres. Ed. S. Rodrigo. 307 pp.

- 1929. Botánica Farmacéutica, dos tomos. 413 pp.

- 1925. Mineralogía y Zoología aplicadas a la Farmacia. Ed. Librería general de Victoriano Suárez, dos volúmenes, reedición de la obra de 1902

- 1925. Botánica criptogámica y en particular de las especies medicinales de la flora Espanola. Ed. V. Suárez. 247 pp.

- 1913. Sumario de Zoología y materia farmacéutica animal. Ed. Victoriano Suarez. 287 pp.

- 1906. Compendio de mineralogía aplicada á la farmacia industria y agricultura, y estudio especial de los minerales de España. Ed. Fortanet. 559 pp. Reimprimió BiblioBazaar, 2010. 566 pp. ISBN 1146944136

- 1897. Estudios preliminares para la Flora de la provincia de Cáceres. Volúmenes 26-27 de Anales de la Sociedad Española de Historia Natural. 208 pp.

- La abreviatura «Riv.Mateos» se emplea para indicar a Marcelo Rivas Mateos como autoridad en la descripción y clasificación científica de los vegetales.[3]

## Premios y reconocimientos
- 1903: miembro de la "Real Academia de Medicina y Cirugía de Barcelona"
- Miembro de la Real Academia de Ciencias Exactas, Físicas y Naturales